# Buchteln
I Buchteln sono focaccine dolci di pasta lievitata, riempite di marmellata e cotte in una pirofila in modo che si attacchino l'una all'altra.
Sono originarie della Boemia, ma hanno un posto di primo piano nella cucina austriaca,  nella cucina ungherese (in lingua ungherese bukta) e anche nella cucina ladina come anche a Trieste. I Buchteln tradizionali sono riempiti con powidl (confettura di frutta preparata senza aggiungere zucchero) di prugne o coperti di salsa alla vaniglia.
I più famosi Buchteln austriaci vengono serviti nel Café Hawelka a Vienna, dove sono la specialità della casa e vengono preparati secondo una ricetta di famiglia antichissima e segreta.
In Baviera i Buchteln vengono chiamati Rohrnudeln.
Dai Buchteln ha origine il danubio, piatto tipico napoletano. La principale differenza sta nel ripieno, che nella versione partenopea è di norma composto da salumi e formaggi.